# Фефелово (Псковська область)
Фефелово (рос. Фефелово) — присілок в Новосокольницькому районі Псковської області Російської Федерації.
Населення становить 60 осіб. Входить до складу муніципального утворення Пригородная волость.

## Історія
Від 2015 року входить до складу муніципального утворення Пригородная волость.

## Населення
| 2001 | 2002 | 2010 |
| ---- | ---- | ---- |
| 47   | ↘44  | ↗60  |